# Peregrino José de Américo Pinheiro

Armas do visconde de Ipiabas.

Peregrino José de Américo Pinheiro, primeiro barão e visconde com grandeza de Ipiabas (Nossa Senhora da Conceição do Alferes, atual Pati do Alferes, 26 de julho de 1811 — Valença, 8 de junho de 1883) foi um fazendeiro brasileiro.

## Biografia
Filho de João Pinheiro de Sousa (nascido em 3 de março de 1787 em Sacra Família do Caminho Novo do Tinguá e Capitão Reformado da 2ª Linha da Guarda Nacional de Vassouras, falecido em 19 de dezembro de 1860) e Isabel Maria da Visitação Werneck (nascida em 20 de fevereiro de 1785 na Fazenda de Nossa Senhora da Piedade de Vera Cruz, a nona filha de Inácio de Souza Werneck, falecida em 22 de fevereiro de 1876).
Se casou em 4 de fevereiro de 1841 com sua prima-irmã Ana Joaquina de São José Werneck (batizada em Nossa Senhora da Conceição do Alferes no dia 14 de fevereiro de 1814 e falecida em Vassouras no dia 16 de novembro de 1892), filha de Francisco das Chagas Werneck (nascido em 19 de janeiro de 1778 - falecido em 1846), 6º filho de Inácio, e Ana Joaquina de São José Alves. Com o casamento passou a assinar o seu nome como Ana Joaquina Américo Pinheiro. Baronesa e viscondessa de Ipiabas. Foi pai de quinze filhos, a saber:
- Epifânio Pinheiro de Sousa Werneck, faleceu sem sucessor.
- Ana Peregrina Pinheiro (ou Ana Peregrina de Sousa Werneck), nascida em 1837, casou-se com seu tio Inácio José de América Pinheiro (irmão de Peregrino José) e tornou-se Baronesa de Potengi. Com o casamento passou a assinar o seu nome como Ana de América Pinheiro. Faleceu em 13 de março de 1925.
- Isabel Peregrina de Sousa Werneck, casou-se com Dr. Antônio José Fernandes, médico, fazendeiro, educador, Deputado e Senador pelo Estado do Rio de Janeiro, cujo filho Raul Fernandes (o caçula dentre cinco filhos) veio a ser advogado, Deputado Federal, Presidente Provincial do Estado do Rio Janeiro, Plenipotenciário do Brasil à Conferência de Paz em Paris (em 1919), Delegado às Assembleias da Sociedade das Nações em 1920, 1921, 1924 e 1925 e Embaixador Brasileiro na Bélgica em 1926. Uma das mais conhecidas e respeitadas escolas de Vassouras ostenta hoje o seu nome (Chanceler Raul Fernandes).
- Francisca Peregrina das Chagas Werneck, nascida em 20 de maio de 1839, casou-se em 1865 com Joaquim de Almeida Ramos, o barão de Almeida Ramos e tornou-se Baronesa de Almeida Ramos (sua quarta filha). Com o casamento passou a assinar o seu nome como Francisca de Almeida Ramos. Faleceu no Rio de Janeiro em 25 de dezembro de 1926.
- Cândida Peregrina Werneck, casou-se com o Comendador Benjamin de Salles Pinheiro. Com o casamento passou a assinar o seu nome como Cândida Peregrina de Salles Pinheiro.
- Francisco Pinheiro de Sousa Werneck, segundo barão de Ipiabas (seu sexto filho), nascido em 26 de outubro de 1837 e falecido em 15 de abril de 1926.
- Carolina Pinheiro de Sousa Werneck (ou Carolina Peregrina Werneck), casou-se com seu parente direto João Quirino da Rocha Werneck, segundo barão de Palmeiras e tornou-se Baronesa de Palmeiras (sua sétima filha).
- Maria Peregrina Pinheiro (ou Maria Peregrina de Sousa Werneck), nascida em 23 de dezembro de 1848, casou-se com Manuel Vieira Machado da Cunha, barão da Aliança e tornou-se Baronesa da Aliança (sua oitava filha). Com o casamento passou a assinar o seu nome como Maria Vieira Machado Cunha. Faleceu em 12 de fevereiro de 1927.
- João Pinheiro Werneck, faleceu sem sucessor.
- Rita Peregrina Werneck, casou-se com Dr. João Vieira Machado da Cunha.
- Guilhermina Peregrina Werneck, casou-se com Luiz Vieira Machado da Cunha.
- Emília Peregrina Werneck, casou-se com Luiz Vieira Machado da Cunha (viúvo de Guilhermina).
- Amélia Peregrina Werneck, faleceu sem sucessor.
- Maria Peregrina Werneck, faleceu sem sucessor.
- Minervina Peregrina Werneck, faleceu sem sucessor.

Foi produtor de café na sua Fazenda Oriente, em Valença, na província (atual Estado) do Rio de Janeiro. No seu meio social vivia cercado por ricos fazendeiros e políticos influentes, além de diversos serviçais, sendo uma das famílias influentes do vale do Paraíba do Sul, do qual fazia parte da chamada aristocracia rural fluminense.
Foi também nomeado pelo governo imperial para as seguintes funções: 1º substituto do Juiz Municipal em 31 de janeiro de 1849; Coronel Chefe da 8ª Legião da Guarda Nacional em 16 de maio de 1849; Comandante Superior da Guarda Nacional de Valença e Paraíba do Sul - IX Comando em 09 de julho de 1852; Reformado no posto de Coronel da Guarda Nacional em 02 de junho de 1860. Quando na ativa, tinha sob o seu comando um pelotão de 2.167 homens ativos e 613 na reserva.

## Títulos nobiliárquicos
Agraciado com os títulos de barão, por decreto imperial de 30 de novembro de 1866; com honras de grandeza, por decreto imperial de 03 de abril de 1867 e visconde, com honras de grandeza, por decreto imperial de 17 de junho de 1882. O título faz referência a um distrito de Barra do Piraí.
Além destas, foi agraciado também com as seguintes comendas: Cavaleiro Imperial da Ordem da Rosa em 19 de outubro de 1841; Cavaleiro da Ordem de Cristo em 1848; Oficial da Ordem da Rosa em 10 de janeiro de 1851; Comendador da Ordem da Rosa em 27 de março de 1855 e Comendador da Ordem de N.S. Jesus Cristo em 29 de outubro de 1873, pelos relevantes serviços sociais e militares prestados ao Segundo Império nos territórios de Valença e Paty do Alferes.

## Ligação externa
- Página de A Nobreza Brasileira de A a Z
- Genealogia de João Pinheiro de Souza e Isabel Maria da Visitação, pais de Peregino José